# Musée des Distilleries limougeaudes
Le musée des Distilleries limougeaudes est un petit musée privé installé dans des locaux annexes de la Distillerie du Centre, entreprise fondée en 1789 et installée dans le quartier Carnot-Marceau en 1860.
Il présente les savoir-faire traditionnels de la distillerie, activité économique très importante à Limoges du XVIIIe au XXe siècle, et en retrace l'histoire.